# Vlajka Ruské sovětské federativní socialistické republiky

Vlajka Ruské SFSR (1954–1991)
Poměr stran: 1:2

Tmavě modrá varianta vlajky Ruské SFSR

Vlajka Ruské SFSR (rubová strana)

Vlajka Ruské sovětské federativní socialistické republiky, jedné z republik Sovětského svazu, měla stejně jako vlajka SSSR červený list o poměru stran 1:2, v jehož horním rohu byl zkřížený zlatý srp a kladivo, nad nimi byla červená, zlatě lemovaná, pěticípá hvězda. Vlajka Ruské SFSR měla navíc u žerdi modrý pruh.

## Historie
První vlajka Ruské SFSR, přijatá 14. dubna 1918, byla vlajkou s červeným listem zobrazující celé jméno nedávno zrozené sovětské republiky, před tehdy hrozící ruskou pravopisnou reformou. Její poměr nebyl specifikován.
Od roku 1918 byl list vlajky červený se zlatými cyrilickými znaky РСФСР (RSFSR) v levém horním rohu, v tradičním vjazském stylu okrasné cyrilské kaligrafie.
Od roku 1920 byly znaky přepracovány, jak je popsáno v ruské ústavě z roku 1925. Tato vlajka se však často nepoužívala, vlajka z roku 1918 se užívala až do roku 1937.

Vlajka Ruské SFSR (1918)
Vlajka Ruské SFSR (1918–1937) Poměr stran: 1:2
Raná varianta vlajky Ruské SFSR (1918)
Vlajka Ruské SFSR (1937–1954) Poměr stran: 1:2

## Vlajky autonomních sovětských socialistických republik
Součástí Ruské SFSR byly od roku 1963 až do rozpadu Sovětského svazu i autonomní sovětské socialistické republiky, které užívaly vlastní vlajky. Tyto vlajky vycházely z vlajky RSFSR, potažmo vlajky Sovětského svazu.

Baškirská ASSR Poměr stran: 1:2
Burjatská ASSR Poměr stran: 1:2
Čečensko-ingušská ASSR Poměr stran: 1:2
Čuvašská ASSR Poměr stran: 1:2
Dagestánská ASSR Poměr stran: 1:2
Jakutská ASSR Poměr stran: 1:2
Kalmycká ASSR Poměr stran: 1:2
Karelská ASSR Poměr stran: 1:2
Komiská ASSR Poměr stran: 1:2
Marijská ASSR Poměr stran: 1:2
Severoosetinská ASSR Poměr stran: 1:2
Tatarská ASSR Poměr stran: 1:2
Udmurtská ASSR Poměr stran: 1:2

### Vlajky dříve zaniklých autonomních sovětských socialistických republik
Nekompletní seznam.

ASSR Povolžských Němců (do roku 1941) Poměr stran: 1:2
Krymská ASSR (do roku 1944) Poměr stran: 1:2